# Louis-Joseph-Marie-Ange Vigne

Bischofswappen von Bischof Louis-Joseph-Marie-Ange Vigne als Bischof von Oran mit Wahlspruch IN VINCULIS CHARITATIS („In den Banden der Liebe“,)

Louis-Joseph-Marie-Ange Vigne (* 15. Dezember 1826 in Grignan, Département Drôme; † 9. November 1895 in Avignon, Département Vaucluse) war ein französischer Geistlicher und römisch-katholischer Erzbischof von Avignon.

## Leben
Louis-Joseph-Marie-Ange Vigne empfing am 25. Mai 1850 das Sakrament der Priesterweihe für das Bistum Valence.
Am 14. Mai 1876 wurde er zum Bischof von Oran ernannt und am 3. April desselben Jahres präkonisiert. Die Bischofsweihe spendete ihm am 27. Mai 1876 in der Kathedrale St. Apollinaris in Valence der Bischof von Valence, Charles-Pierre-François Cotton; Mitkonsekratoren waren der Bischof von Périgueux, Nicolas-Joseph Dabert, und der Bischof von Grenoble, Armand-Joseph Fava.
Am 7. Februar 1880 wurde er zum Bischof von Digne ernannt. Nach der Präkonisation am 27. Februar 1880 erfolgte am 12. Mai 1880 die Inthronisation im Bistum.
Am 5. Februar 1885 wurde Vigne zum Erzbischof von Avignon ernannt. Die Präkonisation erfolgte am 27. März 1885, die Inthronisation am 10. Mai 1885. Erzbischof Vigne blieb als Erzbischof bis zu seinem Tod am 9. November 1895 im Amt.

## Galerie

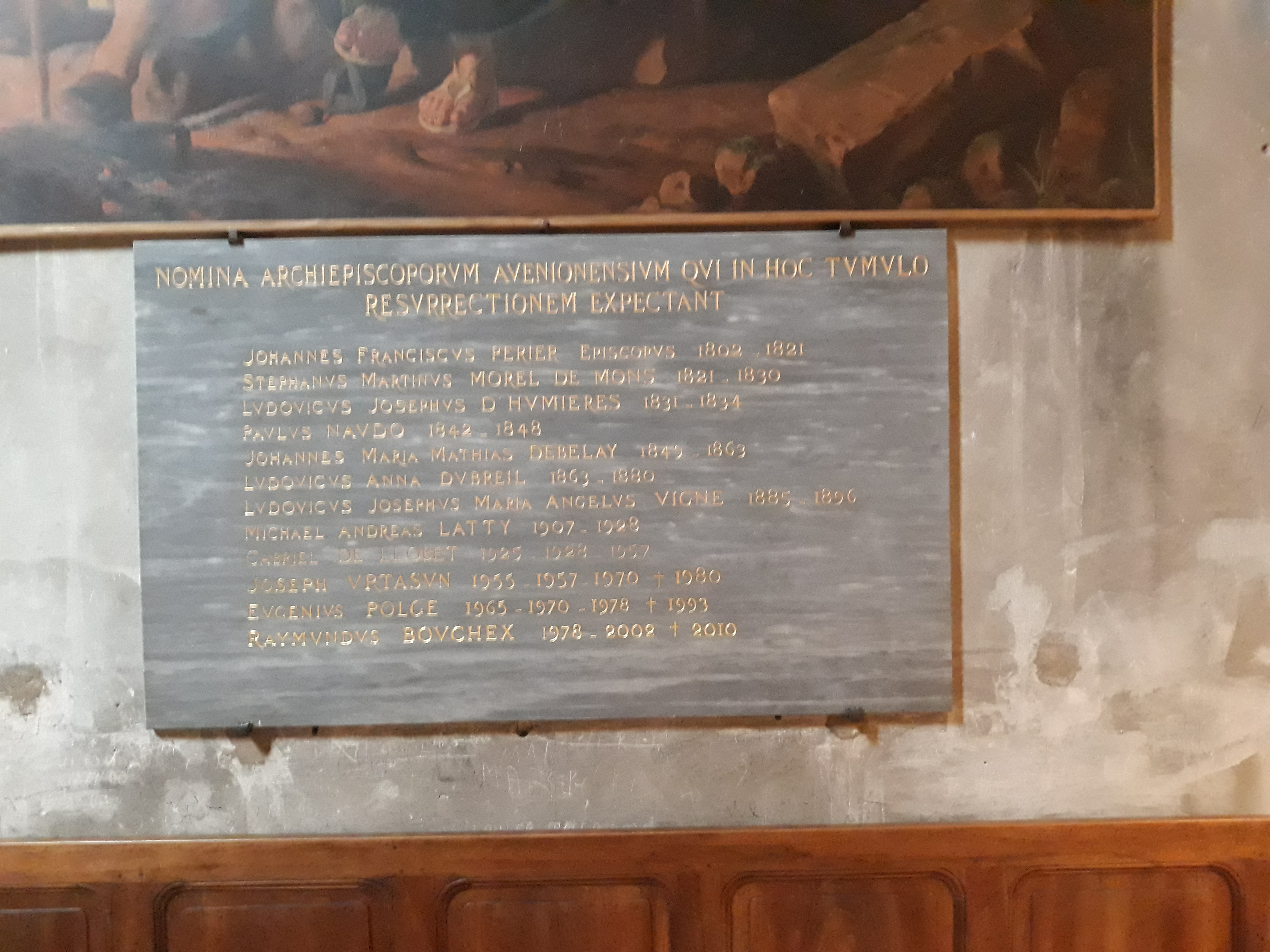
Tafel an der Bischofsgruft in der Kathedrale von Avignon
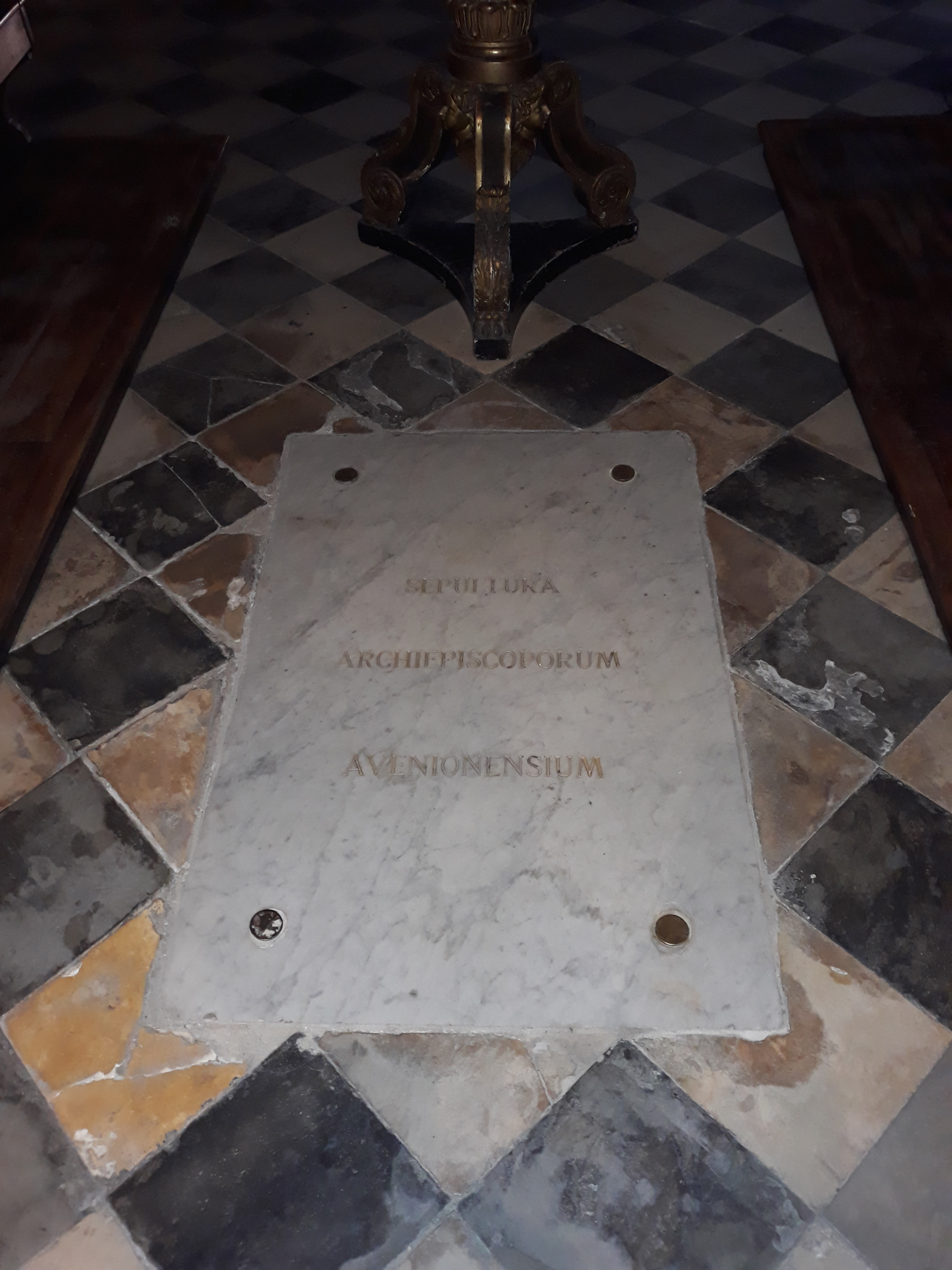
Grab von Erzbischof Vigne in der Bischofsgruft von Avignon